# Opšta uredba o zaštiti podataka
Opšta uredba o zaštiti podataka (skra'eno GDPR) je uredba o privatnosti informacija u Evropskoj uniji (EU) i Evropskom ekonomskom prostoru (EEA). GDPR je važna komponenta zakona EU o privatnosti i zakona o ljudskim pravima, posebno člana 8(1) Povelje o osnovnim pravima Evropske unije. Takođe reguliše prenos ličnih podataka van EU i EEA. Ciljevi GDPR-a su da poboljša kontrolu i prava pojedinaca nad njihovim ličnim podacima i da pojednostavi propise za međunarodno poslovanje. Ona zamenjuje Direktivu o zaštiti podataka 95/46/EC i, između ostalog, pojednostavljuje terminologiju.
Evropski parlament i Savet Evropske unije usvojili su GDPR 14. aprila 2016. godine, da bi stupio na snagu 25. maja 2018. Kao propis EU (umesto direktive), GDPR je direktno primenljiv sa snagom zakona samostalno bez potrebe transpozicije. Međutim, on takođe pruža fleksibilnost pojedinačnim državama članicama da modifikuju (odstupe od) nekih odredbi.
Uredba je postala model za mnoge druge zakone širom sveta, uključujući Tursku, Mauricijus, Čile, Japan, Brazil, Južnu Koreju, Južnu Afriku, Argentinu i Keniju. Nakon što je napustilo Evropsku uniju, Ujedinjeno Kraljevstvo je usvojilo svoj „UK GDPR“, identičan GDPR-u. Kalifornijski zakon o privatnosti potrošača (CCPA), usvojen 28. juna 2018, ima mnogo sličnosti sa GDPR-om.

## Spoljašnje veze
- General Data Protection Regulation consolidated text on EUR-Lex
- General Data Protection Regulation initial legal act in the OJEU
- Data protection, European Commission
- Procedure 2012/0011/COD, EUR-Lex
- Handbook on European data protection law, European Union Agency for Fundamental Rights